# Megaspilidae
Famille
Les Megaspilidae sont une famille d'insectes hyménoptères.

## Liste des sous-familles
Selon ITIS :
- sous-famille Lagynodinae Masner & Dessart, 1967
- sous-famille Megaspilinae Ashmead, 1893